# Карай да върви, това е блус
„Карай да върви, това е блус“ е музикално предаване за рок, блус, джаз и поп на телевизия СКАТ с водещ Васко Кръпката, което стартира през 2008 година. Излъчва се всяка сряда от 22:30 часа.
В предаването гостуват музикални групи като „Ер Голям“, „Интегра“, „G. ROCK“ от Силистра, и др.